# Hieracium krivanense
Hieracium krivanense là một loài thực vật có hoa trong họ Cúc. Loài này được (Wołoszcz. & Zahn) Schljakov mô tả khoa học đầu tiên năm 1989.